# Richard Gozney
Richard Hugh Turton Gozney (ur. 21 lipca 1951 w Oksfordzie) – brytyjski dyplomata i polityk, gubernator Bermudów od 12 grudnia 2007 do 18 maja 2012 oraz Wyspy Man w latach 2016-2021.

## Edukacja
Richard Gozney uczęszczał do Magdalen College School w Oksfordzie. Następnie studiował na Uniwersytecie Oksfordzkim w St. Edmund Hall. W 1973 został absolwentem geologii. W 1970 krótko pracował w szkole w Kenii.

## Kariera zawodowa
- 1973–1974: Foreign and Commonwealth Office (FCO), wydział ds. Somalii i Etiopii
- 1974–1978: ambasada brytyjska w Dżakarcie
- 1978–1981: ambasada brytyjska w Buenos Aires
- 1981–1984: FCO, sekcja ds. kontroli sił nuklearnych NATO
- 1984–1988: Madryt, szef Sekcji Politycznej
- 1989–1993: FCO, sekretarz w Sekretariace Spraw Zagranicznych
- 1993–1996: brytyjski Wysoki Komisarz w Suazi
- 1996–1997: FCO, szef Departamentu Polityki Bezpieczeństwa
- 1998–2000: Cabinet Office (kancelaria premiera), szef Oceny Pracowników
- 2000–2004: brytyjski ambasador w Indonezji
- 2004–2007: brytyjski Wysoki Komisarz w Nigerii
- 2007–2012: gubernator Bermudów
- 2016–2021: gubernator porucznik Wyspy Man[1]

Richard Gozney jest kawalerem Orderu św. Michała i św. Jerzego.

### Publikacje
- Gibraltar and the EC: Aspects of the Relationship (Royal Institute of International Affairs Discussion Paper, 1993)